# AEA Red Wing
O Red Wing (ou Aerodrome #1) foi uma aeronave pioneira projetada por Thomas Selfridge e construída pela equipe da "Aerial Experiment Association" (AEA) em 1908 tendo efetuado seu primeiro voo naquele mesmo ano. 

## Características e histórico
O Red Wing recebeu esse nome devido à cor vermelha brilhante de suas asas de seda - escolhidas para obter o melhor resultado com os materiais fotográficos e técnicas da época.
Em 12 de março de 1908, Frederick W. Baldwin pilotou a aeronave a partir do lago Keuka (congelado na época) perto de Hammondsport, Nova York, no que seria a primeira demonstração pública de um vôo de aeronave motorizado nos Estados Unidos, bem como o primeiro vôo de um piloto canadense.

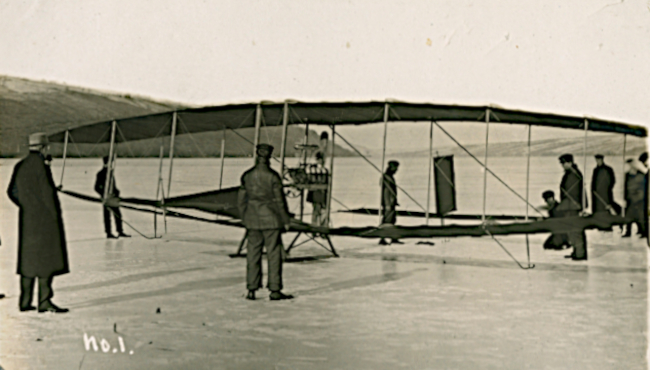
O Red Wing - primeiro avião a fazer um vôo público na América.

Relatos contemporâneos descreveram o vôo como a "Primeira viagem pública de um carro mais pesado que o ar na América". Relatórios intitulados "Opiniões de um especialista" afirmavam que a nova máquina do Professor Alexander Graham Bell, o Red Wing, construída a partir dos planos do Tenente Selfridge, "mostrou-se praticável voando sobre o Lago Keuka, Hammondsport, Nova York, 12 de março de 1908 por FW Baldwin, o engenheiro encarregado de sua construção".
A aeronave efetuou um voo de 319 pés (97 m) a uma altura de cerca de 20 pés (6 m). Este foi considerado o "primeiro vôo" mais longo de uma aeronave ou de um piloto, até aquela data. Em 17 de março, Baldwin tentou um segundo vôo, também do gelo do Lago Keuka, antes de cair 20 segundos após a decolagem. Uma parte da cauda cedeu, encerrando o teste. O Red Wing foi danificado além das possibilidades de reparo.

## Especificações
Descrições gerais
- Tripulação: 1 piloto
- Comprimento: 8,00 m (26 ft)
- Envergadura: 13,21 m (43 ft)

Motorização
- Número de motores: 1x
- Tipo do motor: Motor Curtiss B-8 de pistão V-8 resfriado a ar
- Potência por motor: 40 hp (29,8 kW)

Performance
- Alcance: 0,097 km (0,0603 mi)